# Вазописец фиал
Вазописец фиал — анонимный греческий вазописец, работал в Афинах около 460—430 годов до н. э. в технике краснофигурной вазописи. Своё условное название вазописец фиал получил из-за того, что фиалы, оформляемые фигурными изображениями, известны только по его работам.
Исследователи предполагают, что вазописец фиал мог быть учеником вазописца Ахиллеса. В отличие от своего учителя, он любил изображать повествовательные сцены. Он расписал несколько крупных кратеров, часто с двумя регистрами фигур. В отличие от вазописца Ахиллеса, вазописец фиал предпочитал в целом вазы крупных габаритов. Об этом свидетельствует его многочисленные работы по белому фону. Они значительно более экспрессивные, чем у вазописца Ахиллеса. Кроме лекифов, вазописец фиал выполнил роспись нескольких кратеров в стиле по белому фону, что встречалось чрезвычайно редко. Отличительной чертой вазописца фиал является частое использование имени Эвайона, сына Эсхила в надписях любимца.